# 尹珍

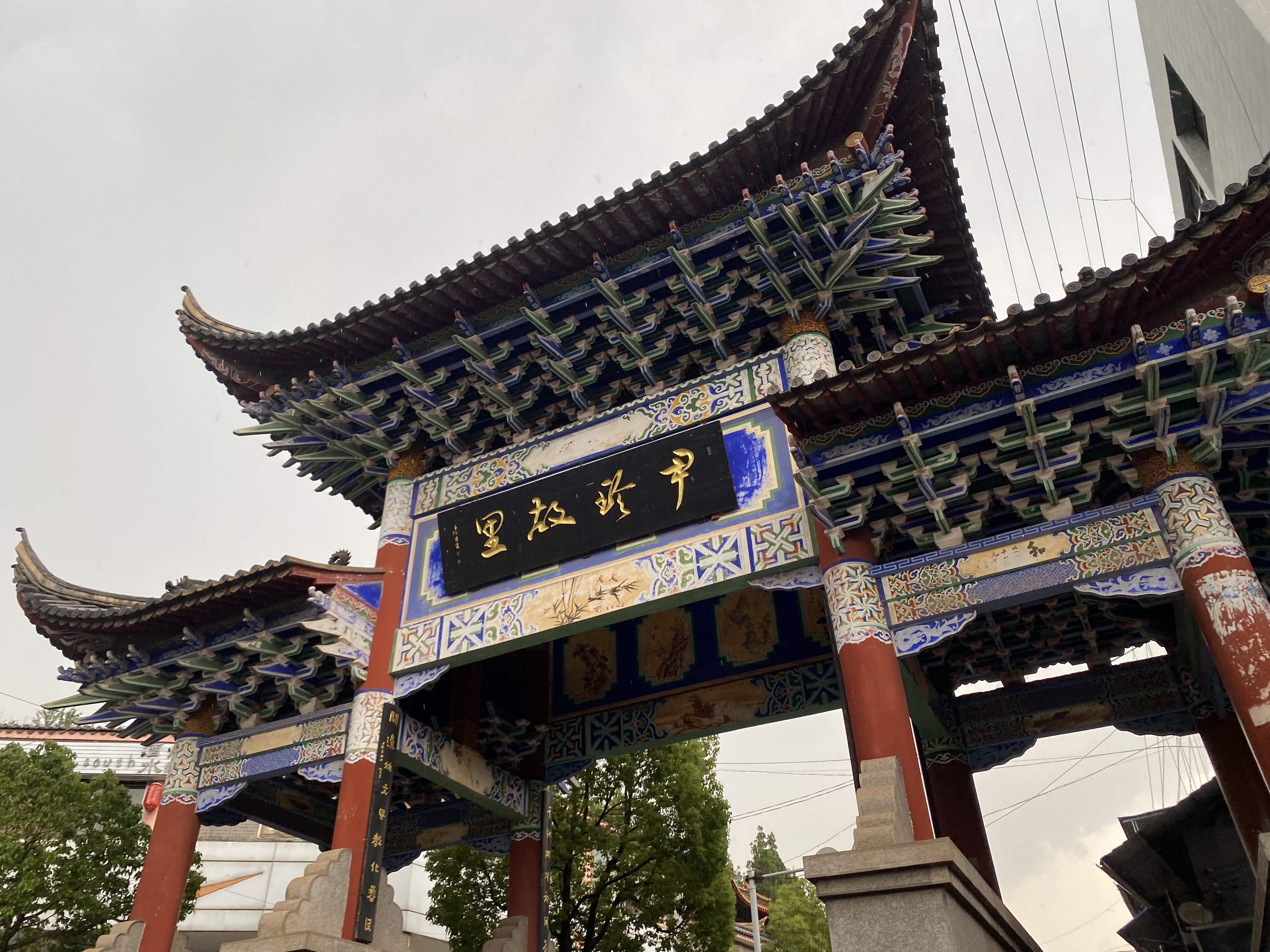
云南省富源县尹珍故里坊

尹珍（79年—162年），字道真，牂牁郡毋斂縣（今贵州省正安縣）人，東漢文學家、教育家和書法家。

## 生平

### 書法與受業
公元99年，時正儒學獨盛，尹珍赴洛陽受經於許慎。在其指導下，尹珍研習篆書及棣書並熟讀五經文字。在永興元年（153年），他向武陵太守應奉學習圖緯。南朝王愔著有《文字志》評述秦、漢、魏晉年間120位書法家，尹珍為其中一員。而唐代張彦遠《法書要錄》也有相關記載。至清代咸豐七年（1857年）刻印的五卷書法集《廣金石韵府》收錄了尹珍的篆書作品。 

### 仕官
地方官以尹珍精通經術向朝廷舉薦他參加孝廉。後他被任命為尚書丞郎，不久又官至荆州刺史。

## 教育工作
尹珍學成後回鄉建「品」字形草堂三楹以設館收徒教學。他在貴州地區進行儒家道德教育，開拓了撫順邊陲地區的教育工作。現今於四川、滇、黔三省仍保存尹珍辦校的遺跡。明代萬曆年間，綏陽知縣詹淑修建旺草公署時挖出一塊刻有「漢尹珍講堂」的石碑。經考證得出該石碑為唐代廣明元年七月六日，播州司户崔礽所立。1997年，人民日報海外版以 《尹珍故里書卷飄香》為題進行報道，藉此讚揚漢代尹珍故里的文化風氣歷經千年而不衰。

## 籍貫
尹珍的籍貫一直備受爭議，歷年來學者都是就晉人常璩《華陽國志》的記載:「毋斂人尹珍」作出考證。雖然尹珍的籍貫尚未確定，清道光年間編寫的《綦江縣志》卻將其籍貫以綦江代替毋斂；《四川省志》則以南川來說明；明嘉靖年間所寫的《貴州圖經》以思南、石阡一帶為毋斂。至於清乾隆時的著作《一統志》就以平越一地來說明毋斂的所在地。之後嘉慶年間的同一部著作《一統志》又以另外一個地方曲靖描述毋斂的實際位置。